# 富福頂山寺
25°14′19″N 121°32′23″E / 25.238491°N 121.539686°E
富福頂山寺，全稱富福頂山寺十八羅漢洞，俗稱三芝貝殼廟，是位於臺灣新北市三芝區圓山里的濟公廟，廟身以貝殼、珊瑚等作裝飾聞名。

## 沿革
濟公神像原先屬於三重富福社，信徒輪流在家供奉。

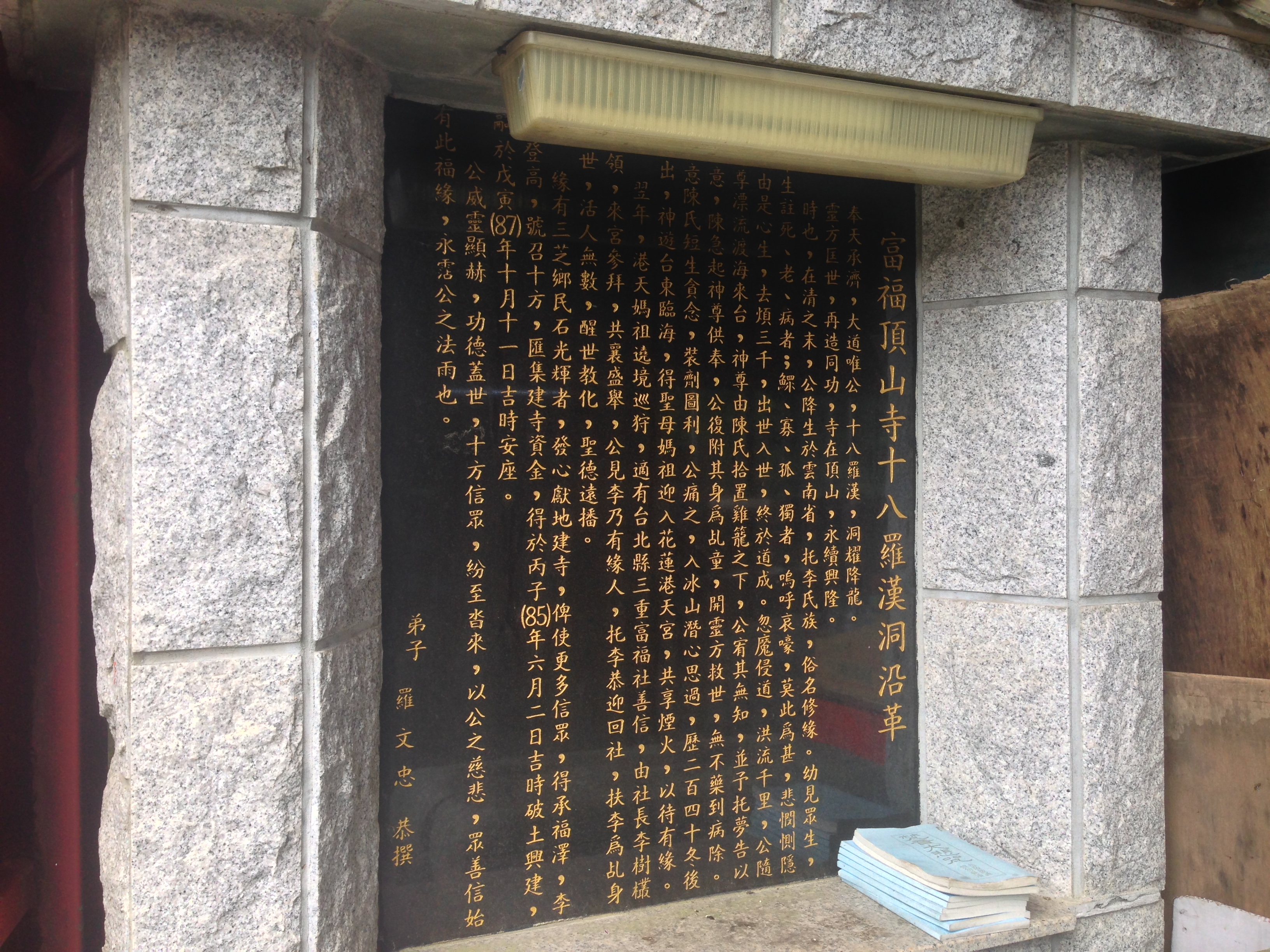
〈富福頂山寺十八羅漢洞沿革〉寫1996年破土興建，於1998年安座。以及還寫濟公神像原先漂流海邊，由花蓮港天宮迎來供奉，再轉手給李樹欉。

在2008年報導已九旬的李樹欉，早年在日本從事生產海產罐頭，遂接觸到許多海洋生物相關業務。1970年代他開始蒐集各種貝殼跟珊瑚。1996年，他向濟公發願，要建造一間貝殼廟，以結束輪流供奉的日子。建廟時，禮聘善剪瓷雕的薪傳獎得主阿輝師以及山水園藝造景的阿德師，帶領六至八位不等的助手共同施工，建造期間也有數名台灣藝術大學學生來實習。歷經二年時間方完工，用了六萬多個貝殼舖排。
2006年報導時廟址是台北縣三芝鄉圓山村二坪頂69號，廟身有五十幾坪。建好後，以「三芝貝殼廟」之名在網路漸漸闖出名聲，人潮眾多讓廟方決定計畫將廟搬到富基漁港附近。李樹欉說將於石門鄉老梅村一處靠山面海的位置建廟，規劃廟身兩百坪、整體約五百到七百坪。

## 裝飾
包括香爐、龍柱、壁飾、廟壁皆以珊瑚、貝殼、瑪瑙等裝飾。用鰲魚取代石獅、香爐造型為贔屭、龍柱以扇貝代表魚鱗並有鯉魚環繞龍體。廟內還有僅能一人通行、名為「十八羅漢洞」的隧道，貼滿白珊瑚來模擬海底世界。
作此種造景的緣由，乃廟方認為玉皇大帝因濟公弟子偷藥單開高價又害死病患，歸咎濟公管教無方。濟公就被判在海底坐牢360年，但李樹欉以濟公名義作善事，才提前釋放。為了紀念，所以該廟以海底作為主題。
- 道路入口
- 殿外
- 燈飾
- 鰲魚與門牌

彰化縣福興鄉三清三元宮貝殼廟也是由貝殼裝飾。